# Jacky Ido
Jacky Ido (14 de maio de 1977) é um ator de cinema francês, porém nascido na Burkina Faso. Ele é conhecido por seu papel como Marcel, o projecionista do filme de Quentin Tarantino de 2009, Inglourious Basterds.